# Dieter Härthe

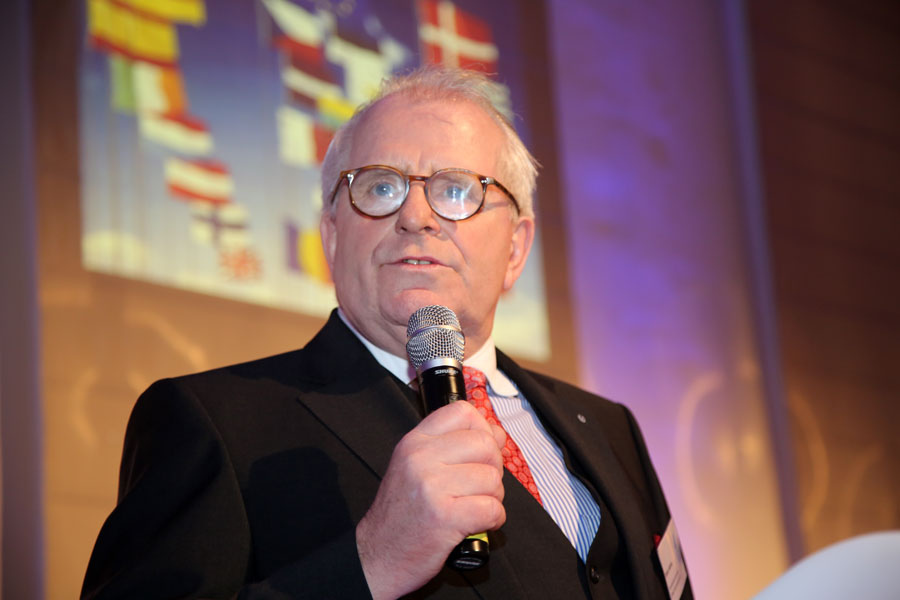
Dieter Härthe (2014)

Dieter Härthe (* 29. November 1948 in Waldbröl) ist ein deutscher Verbandsfunktionär. Er ist Vorstandsvorsitzender des Senats der Wirtschaft in Deutschland und Österreich sowie Executive Chairman des Senate of Economy International.

## Beruflicher Werdegang
Dieter Härthe wuchs als Sohn eines Autosattlermeisters in Bonn auf. Sein beruflicher Werdegang begann im Alter von 14 Jahren mit einer Lehre zum Autosattler. Diese führte ihn als Gesellen für einige Jahre in den väterlichen Betrieb. Anschließend absolvierte Härthe eine kaufmännische Ausbildung. Während der Ableistung des Wehrdienstes engagierte er sich im Deutschen Bundeswehrverband und wurde dort zum Sprecher der Wehrpflichtigen gewählt. 
Anfang der 1970er Jahre betrieb Dieter Härthe zunächst ein Dienstleistungsunternehmen im Bereich Marktforschung und Marketing. 1975 gründete er den Verband der Selbstständigen und Gewerbetreibenden (VSG); bis 2004 war er dessen Vorsitzender. 1977 baute Dieter Härthe zudem das Institut für Betriebsberatung, Wirtschaftsförderung und -forschung (IBWF) auf.
1981 schlossen sich VSG, IBWF und fünf weitere Verbände zum Bundesverband mittelständische Wirtschaft (BVMW) zusammen. Härthe war von 1981 bis 2002 Hauptgeschäftsführer des BVMW. 1996 initiierte er darin den ersten Wirtschaftssenat in Deutschland, eine Vereinigung von Wirtschaftsvertretern als Dialogpartner der Politik. Aufgrund von Auseinandersetzungen mit dem Präsidenten des BVMW, Mario Ohoven, wurden Härthe 2002 Unregelmäßigkeiten vorgeworfen, die seine Entlassung zur Folge hatten. Der diesbezügliche Gerichtsprozess schloss mit einem Vergleich, in dem die Vorwürfe für unberechtigt erklärt wurden. Der BVMW wurde zudem dazu verpflichtet, an Härthe bis zum Rentenalter eine monatliche Honorarzahlung zu leisten.
2003 gründete Härthe den Bundesverband für Wirtschaftsförderung und Außenwirtschaft (BWA) Deutschland, dessen Vorstandsvorsitzender er bis 2010 war. Auch hier etablierte er einen Senat als beratendes Gremium von Unternehmerpersönlichkeiten. Hieraus gründete sich 2009 der Senat der Wirtschaft als eigenständige Organisation, die Härthe seitdem als Vorstandsvorsitzender leitet.

## Sonstige Funktionen und Ämter
- Honorargeneralkonsul der Republik Senegal in Hamburg und Schleswig-Holstein[8]
- Kuratoriumsvorsitzender des FAW/n ('Forschungsinstitut für anwendungsorientierte Wissensverarbeitung/n')[9]
- 2004–2013: Mitglied im Unternehmerbeirat der Gothaer Versicherungsgruppe

## Auszeichnungen
- 1998: Bundesverdienstkreuz am Bande

## Familie
Härthe ist seit 1980 verheiratet. Seine Frau Marliese und er haben drei Kinder.